# بروك (ون بيس)
بروك هو موسيقار طاقم قبعة القش، عبارة عن هيكل عظمي طويل القامة يملك شعر من نوع أفرو أسود اللَّون ومجعد ويرتدي قبعة سوداء اللَّون وعليها تاج ويرتدي أيضًا نظارات النجومية على شكل قلب لون العدسات زهري ولون الإطار أصفر ويرتدي أيضًا بدلة سوداء اللَّون عليها ريش أصفر اللَّون، وكذلك أيضًا يرتدي بنطال زهري اللَّون نقشت عليه ورود بيضاء اللَّون. وكذلك أيضًا يرتدي حذاء أسود اللَّون مقلم بالأصفر له كعب، وله ضحكة غريبة: يوهوهوهوهوهوهوهو.
يمتلك فاكهة مميزة وهي فاكهة يومي يومي نومي والتي تعطي لصاحبها حياة أخرى

## القصة
بروك كان قرصان وكان موسيقار السفينة الذي كان فيها وعندما بدأ رحلته مع طاقمه تبِعهم حوت من الأزرق الغربي يدعى «لابون».
كان تائهاً لا يعرف أحد سِوا بروك وطاقمه ثمَّ تبعهم وكان يحب أغنيتهم وهي تسليم طلبية بينكس أعتقد وهي أغنية القائد المفضلة وساعدهم لابون في بعض المرات وهم بدورهم ساعدوه وقد توقفوا يوم ليقولوا للابون ان يتوقف عن ملاحقتهم لأنَّ الخطَّ الأحمر سيكون خطر عليه ولن يتكمن من البقاء على قيد الحياة، وهم بدورهم مساعدته من الأخطار ولم يسمع لكلامهم وقالو لبروك أن يذهب لمحادثته ولم يسمع أيضًا لبروك لأنه كان سعيدًا معهم ولا يريد تركهم يذهبون عنه ويتركونه في هذا البحر الكبير وهو لا يزال صغير ومن ثمَّ قاموا بترك الموسيقى لمده أيام طويلة لكي لا يتبعهم لابون وهذا ما حدث وبعدها ذهبوا إلى ايست (جنوب) بلو وثمَّ قام الحوت الصغير من باللَّحاق بالطاقم وعندما وصل الطاقم إلى «ريد لاين» أي الخط الأحمر.
وبروك كان حزينًا على فراق لابون وعندها حارس المنارة قال لهم هل ذلك الحيوان الأليف لكم ولم يفهموا عدا بروك وقالوا أي حيوان قال لهم الحوت وعرفوا أن لابون لحقهم رغم كل المخاطر اللي سوف يتضرر بها وفعلًا لابون تضرر فأصيب بخدوش صغيره على رأسه اللي يقال أنه يشبهه رأس بروك ولهذا يحبه هو اكثرو أقاموا حفلة عند المنارة أو عند مدخل الجراند لاين وكانوا يغنون ويستمتعون بالحفلة وكان لابون معهم وصاحب المنارة والطاقم بأكمله وقد أستمتع الجميع بالحفلة وكانوا يغنون ويركبون ظهر لابون ويسبحون معه إلى أن أتى وقت الرحيل اضطر الطاقم أن يقومون بترك الحوت الصغير لابون خلفهم لخوفهم عليه من الجراند لاين وأحواله الجوية وتيارات والمواسم والمخاطر. هكذا ترك الطاقم الحوت المسكين خلفهم ووعدوه أنهم سوف يعودون إليه بعد أن ينتهون من رحلتهم في الجراند لاين وهكذا توغل طاقم بروك في الجراند لاين. وعندما أخبر حارس المنارة لابون أن الطاقم.
بروك هرب من الجراند لاين لم يصدق هذا ولم ينصت لحارس المنارة أبدا وفي تلك الليلة بدأ لابون بمواجهة ال «ريدوا راين» وبداء الثوران وهذا أدى لأصابته بإصابات خطيرة جدا تكاد أن تقتله ولكن «لابون» أستمر بانتظار الطاقم الذي أفتقده 50 سنه. ولم يكن يعلم أن الناجي الوحيد من الطاقم يواجه الصعوبات من أجل أن يفي بوعده وحاول بروك جاهدا أن يحمي «الأفرو» لأنه الشيء الوحيد الذي بقي له لكي يستطيع «لابون» معرفته به لان الطاقم كانوا يقولون أن رأس بروك يشبه رأس «لابون» ومن ثم قالو ل لابون هذه المرة سوف نذهب وأنت سوف تبقى هنا وجعلوه يفهم ان البحر خطير عليه لأنه صغير جدًا وثم غنو الأغنية ووعدوه ان عندما يرجعون سوف يأخذونه معهم مهما كانت الصعوبات وقالو انه يستغرق 3 سنوات.
عندما وقع الطاقم في الفخ وأدى بهم إلى مثلث «فلوريان» أو بحر الاشباح وهو البحر التي كانت به سفينة بروك وكان الجميع يعتقد بأنها سفينة أشباح.. فبدأ بروك بغناء أغنيته المشهورة. فصرح أوسوبّ أنها لعنة على من يسمعها وعندما رأوا شكله ذهل الجميع من مظهره وأيقنوا أنه شبح.. فاستعد لوفي للذهاب للقائه وذهب معه نامي وسانجي «حسب قرعة زورو» فعندما تحدثوا معه أخبره لوفي بأن ينضم للطاقم ووافق ببساطة تامة رسمت الاستغراب والتعجب على كل من سانجي ونامي.

## تقنيات بروك
- زو بادو كي دو روا: تقنية قوية تفتح ثقباً في الجدار.
- برجليو دوا وفير: تقنية محاولة كسر السيف.
- بودريمس: تقنية تطلق طلقات في الهواء مدمرة.
- هاوتا ساذ تشو: ضربة قوية جداً وتسمى بالضربة الطنانة.
- كابو تو بون فان: تقنية تستخدم كدفاع.
- ياهاز جري: تقنية تسمى ضربة القطع السهمي.

## روابط خارجيَّة
- بروك ون بيس على موقع ميوزك برينز (الإنجليزية)
- بروك ون بيس على موقع ميوزك برينز (الإنجليزية)